# Vince Fumo
Vincent Joseph Fumo (Filadelfia, Pensilvania, 8 de mayo de 1943) es un expolítico, abogado y empresario estadounidense. Demócrata, representó un distrito del sur de Filadelfia en el Senado de Pensilvania de 1978 a 2008. El 16 de marzo de 2009, fue condenado por 137 cargos federales de corrupción.  El 14 de julio de 2009, fue condenado a 55 meses de prisión federal.

## Primeros años y educación
Fumo tiene una B.S. de la Universidad de Villanova ('64), un título de derecho de la Temple University School of Law ('72) y un MBA ('84) de la Wharton School of the University of Pennsylvania. Sirvió en la National Constitution Center (Junta de Consejeros del Centro) de Filadelfia, un museo dedicado a la Constitución de los Estados Unidos. 

## Carrera
En 1974, Fumo, junto con tres asociados, fue el objetivo de una acusación de 44 cuentas por fraude de correo. Los cuatro hombres, entre ellos el Líder Mayoritario del Senado del Estado, el Jefe del Comité Ejecutivo de la Ciudad Democrática y el Secretario Principal de la Cámara de Estado fueron acusados de ayudar al Senador Cianfrani condenado, agregar 33 empleados fantasmas a la nómina estatal. En ese momento, Fumo era asistente de Peter Camiel a cargo del patrocinio.
En 1978, Fumo fue condenado por un jurado de 15 cargos. Sin embargo, un juez federal anuló la condena en 1981 después de mociones de la defensa para absolver.

### Política
Fumo representó el 1.er Distrito Senatorial del Sur de Filadelfia a partir de 1978, cuando sucedió a Buddy Cianfrani, que había sido condenado por traición, soborno y obstrucción de la justicia.
Un poderoso senador estatal, el Pennsylvania Report (Informe de Pennsylvania) dijo que "[i]t es difícil catalogar y caracterizar todos sus éxitos y tentáculos en todos los niveles del gobierno, pero tenerlo a su lado en una batalla peleada asola a los oponentes". En 2002, el sitio Web PolíticsPA lo nombró a la lista de "Legisladores más inteligentes", llamándole "[a]rguemente el legislador más inteligente de Harrisburg".
Fumo fue el miembro demócrata del Comité de Créditos del Senado hasta su acusación federal en febrero de 2007. También trabajó en los Comités de Comunicaciones y Tecnología, Protección del Consumidor, Caza y Pesca, Reglas y Asuntos Urbanos y Vivienda.

### Empresas
Además de su trabajo en el Senado del Estado, Fumo está asociado con la firma de la Ley de Filadelfia de Dilworth Paxson LLP. Fue presidente del First Penn Bank. El banco fue fundado como Pennsylvania Savings Bank, por su abuelo. Fumo tomó el control después de que su padre fue condenado por fraude bancario en 1976. El banco creció rápidamente bajo el control de Fumo de $1.5 millones en activos a unos $550 millones, y finalmente se vendió en 2007 por $94 millones, potencialmente compensando $19 millones para Fumo.
Fumo fue hospitalizado el 2 de marzo de 2008, después de sufrir un ataque cardíaco en su casa. Se sometió a una angioplastia de emergencia exitosa en el Hospital Universitario Hahnemann y fue dado de alta el 9 de marzo de 2008.
El 12 de marzo de 2008, Fumo anunció que estaba abandonando su candidatura para la reelección y retirándose del servicio público, citando su acusación federal.
El 16 de marzo de 2009, un jurado federal de Filadelfia condenó a Fumo por 137 cargos de corrupción, conspiración, fraude y más.

### Condena de 2009
Fumo ha sido objeto de una investigación federal que dio lugar a su acusación en 2007. La investigación se relacionó con una organización benéfica dirigida por el senador llamada Alianza Ciudadana por Mejores Barrios, que fue dirigida por un exmiembro del personal del senador. En 2004, PECO, filial de Exelon, donó 17 millones de dólares a la organización. Los fiscales federales comenzaron una investigación sobre si Fumo había obligado a la utilidad a hacer la donación al oponerse inicialmente, y luego apoyar, la desregulación de los servicios públicos en el estado. También hubo alegaciones de que Fumo había utilizado los fondos de la caridad para beneficio personal. Fumo también sugirió que Verizon contratara una firma de abogados llamada Obermayer Rebmann Maxwell & Hippel por un retenedor de 3 años, $3 millones para manejar el trabajo legal. El presidente del comité de litigios de Obermayer, Thomas Leonard (y un demócrata prominente que actuó como el controlador de la ciudad en los noventa) asistió a la escuela de derecho con Fumo en la Universidad del Templo en los años setenta y ambos han permanecido amigos desde entonces, incluyendo trabajar en la recaudación de fondos para candidatos democráticos.
A finales de mayo de 2006, dos de los miembros del personal del senador Fumo fueron detenidos e acusados de destruir pruebas electrónicas, incluido el correo electrónico relacionado con la investigación. Los cargos se basaron en correos electrónicos enviados por los ayudantes, en los que sugirieron que Fumo ordenó la destrucción de la documentación.
El 6 de febrero de 2007, un gran jurado federal nombró a Fumo en una acusación de cuenta 137, alegando fraude de correo, fraude de alambre, conspiración, obstrucción de la justicia y presentando una declaración de impuestos falsa. Los cargos incluyen usar trabajadores estatales para supervisar la construcción de su mansión, espiar a su exesposa, y trabajar en su granja. Además, la acusación le acusó de utilizar indebidamente $1 millón de fondos estatales y $1 millón de su caridad para uso personal y de campaña y comandar yates del Museo del Puerto de Filadelfia para viajes personales.
Inmediatamente antes de que se dictara la acusación, Fumo renunció a su cargo de demócrata en el Comité de Créditos y se comprometió a luchar contra los cargos.
El 12 de marzo de 2008, en una conferencia de prensa en el Centro de Convenciones de Pensilvania en Filadelfia, Fumo anunció que estaba abandonando su oferta de reelección bajo estrés, diciendo que los cargos en su contra dejaron "una nube colgando sobre su cabeza". Sin embargo, completó su mandato final en el Senado, que terminó a finales de año. Al parecer, esto fue debido a la insistencia del Gobernador Ed Rendell que estuvo presente en la conferencia de prensa. Fumo también agregó que la decisión no tenía nada que ver con sus problemas de salud.
El 16 de marzo de 2009, fue declarado culpable de todos los 137 cargos de corrupción y se enfrentó a un mínimo de diez años de prisión. Su ex ayudante, Ruth Arnao, también fue declarado culpable de los 45 cargos contra ella.

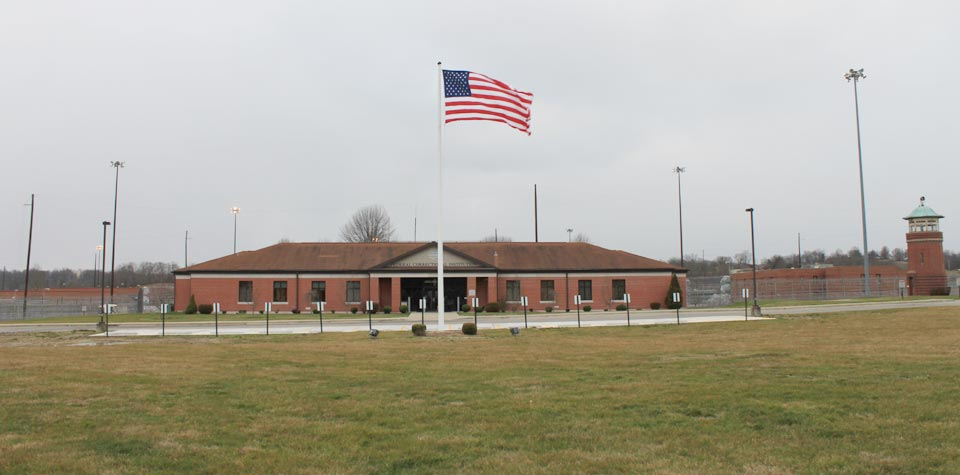
Fumo fue encarcelado en la Institución Correccional Federal, Ashland

El 14 de julio de 2009, Fumo fue condenado a 55 meses de prisión, sustancialmente por debajo de las directrices de condena de 11 a 14 años. El 11 de noviembre de 2011, tras una revisión judicial de su condena, su pena de prisión se incrementó en seis meses y la cuantía de su pago de restitución ordenado por la corte se incrementó en 1,1 millones de dólares.

#### Encarcelamiento
La Oficina Federal de Prisiones ordenó a Fumo informar a la Institución Correccional Federal, Ashland, cerca de Ashland, Kentucky, en agosto de 2009.  Fumo fue puesto en libertad en agosto de 2013.